# Vredespaal

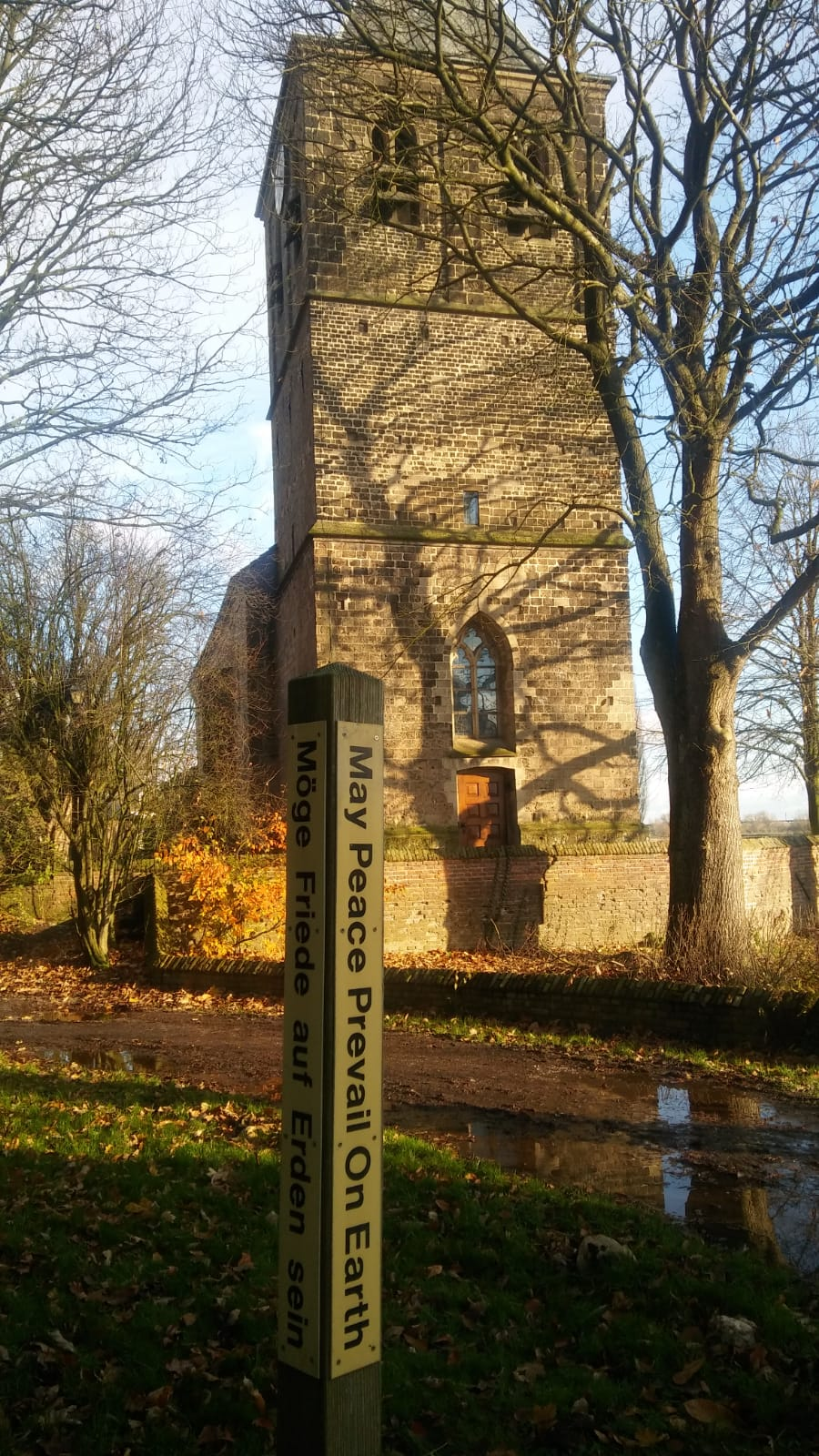
vredespaal bij de Oude kerk in Oosterbeek

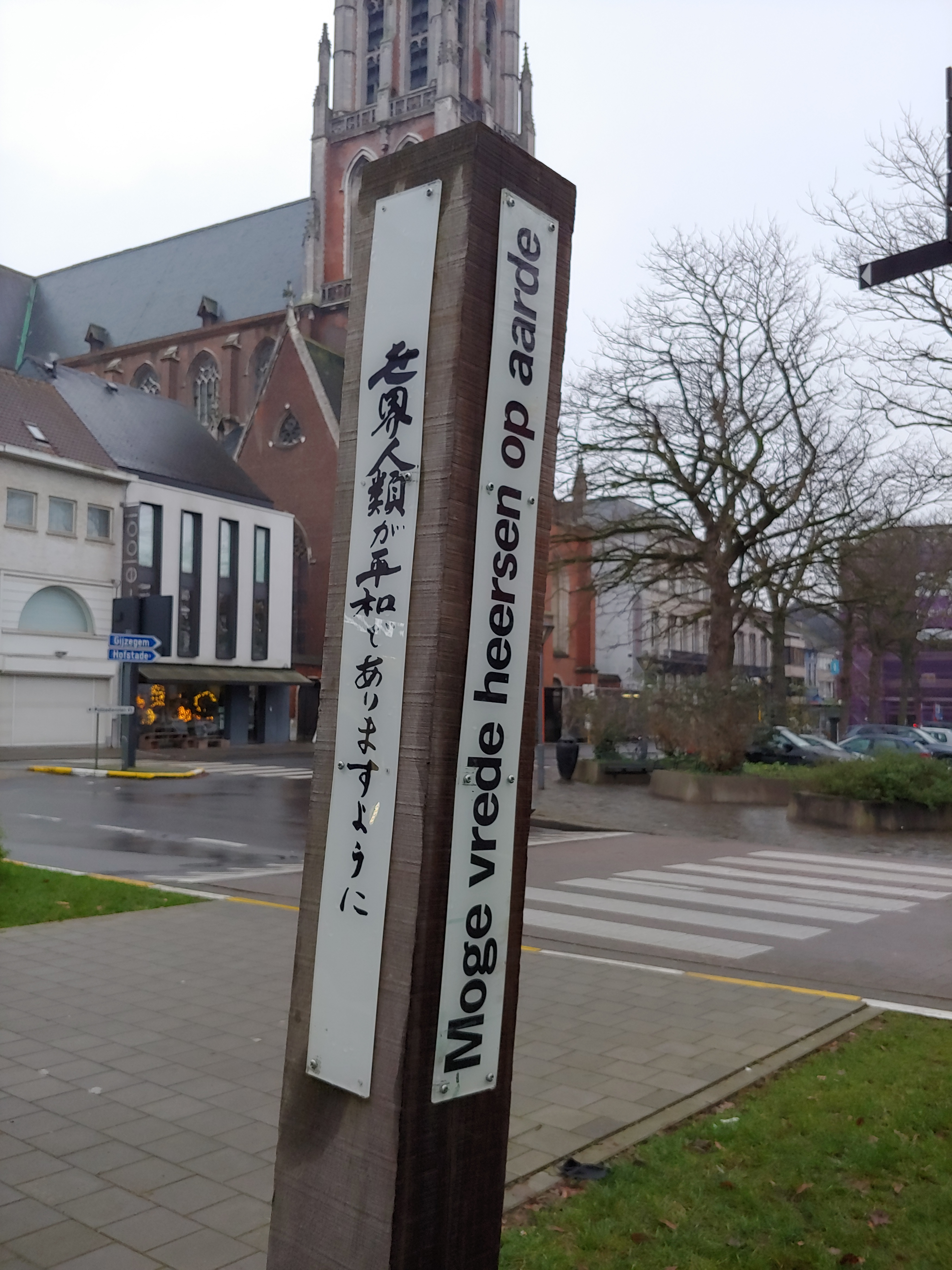
De vredespaal te Aalst.

Een vredespaal is een monument met daarop de boodschap "Moge vrede heersen op aarde" in de taal van het land waar het staat, en in drie of meer andere talen. Er zijn meer dan 200.000 vredespalen in de wereld, in bijna alle landen van de wereld. 

## Idee
Het idee van de verspreiding van een vredesboodschap over de hele wereld is bedacht door Masahisa Goi in 1955. Hij legde de grondslag voor een neutrale, non-sektarische beweging, die zich inspant voor wereldvrede, en die religie, politiek, en etniciteit overstijgt. Deze beweging was in het begin alleen in Japan actief, en het ging om het bereiken van zowel innerlijke als uiterlijke vrede. Masahisa Goi werkte verder de rest van zijn leven aan dit doel.
In het begin werden bijeenkomsten gehouden, werd de boodschap met stickers en aanplakbiljetten verspreid, en werd er met schriftelijk materiaal gewerkt.

## Vredespalen
Masahisa Goi spande zich in om de vredesboodschap op allerlei simpele manieren te verspreiden. Het idee van vredespalen sloeg op een gegeven moment aan bij een aantal mensen. In Japan werd de eerste vredespaal opgericht in 1976, buiten Japan in 1983. Na zijn overlijden in 1980 wordt het vredespalenproject sinds 1986 uitgedragen door de “May Peace Prevail on Earth International’’-organisatie, gevestigd in de Verenigde Staten (gegevens 2020), maar ook door vele andere groepen en individuen. De missie van de organisatie is bewust simpel, namelijk het verspreiden van de universele vredesboodschap en -gebed “Moge vrede heersen op aarde” over heel de wereld, om de landen en mensen van deze aarde te omarmen.

## Constructie
De enige richtlijn van een vredespaal is de aanwezigheid van de vredesboodschap in verschillende talen. Ze kunnen gemaakt worden van alle mogelijke materialen. De tekst(en) kunnen worden geschilderd, gesneden, geëtst, gelast, geplakt, of geklonken. Via de “May Peace Prevail on Earth International’’-organisatie zijn eenvoudige plastic exemplaren te verkrijgen, maar er zijn ook vele vredespalen, die gemaakt zijn door kunstenaars.

## Verspreiding
Vredespalen worden aan tal van internationale organisaties, regeringen en vertegenwoordigers van verschillende geloven aangeboden, om een naar vrede strevende cultuur in de wereld te bevorderen. Vaak wordt in een ceremonie gewijd aan de vrede de vredespaal officieel ingewijd.

## Bijzondere plaatsingen
Vredespalen staan er op verschillende bijzondere plaatsen zoals de Magnetische Noordpool, het Vredesmonument in Hiroshima, op Robbeneiland in Zuid-Afrika, en bij de piramide van Cheops in Gizeh, Egypte. In Nederland en België staan ze bijvoorbeeld bij de kathedraal in Ieper, het Vredespaleis in Den Haag, en bij de Oude Kerk in Oosterbeek. Het merendeel van de palen is echter te vinden bij organisaties, gemeenten en individuen die mee willen werken aan het verspreiden van de vredesboodschap.

## In Nederland en België
Nederland
- Anne Frankplein, Den Bosch
- Berkelpoort, Zutphen
- Plantsoen van Rams Woerthe, Steenwijk
- Burgemeester Lewe van Aduardplein, Valburg
- 7 Vredespalen Hilversum
  1. De Kapel
  2. Sint Vituskerk
  3. Wijkcentrum Sint Joseph
  4. De Gooise Daltonschool
  5. Woondienstencentrum Lopes Dias
  6. Wijkcentrum en Speeltuin De Zoutkeet
  7. Rosarium Boomberglaan
- Europaboulevard, Alkmaar

België
- Onze Lieve Vrouwekerk, Voormezele
- Tuin van Talbot House, Poperinge
- Markt, Mesen
- Esplanadeplein, Aalst
- Vredesplein, Maldegem, ontworpen door Mié Tabé, een Japanse kunstenares en vredesactiviste.